# Rafle de la rue Sainte-Catherine
La rafle de la rue Sainte-Catherine est une rafle décidée par Klaus Barbie et organisée par la Gestapo lyonnaise, qui s'est déroulée le 9 février 1943 vers 10 h au 12 de la rue Sainte-Catherine à Lyon. Quatre-vingt-six Juifs sont raflés, internés au camp de Drancy puis envoyés dans des centres d'extermination nazis. Seules trois personnes reviendront des camps ainsi qu'une jeune déportée à Drancy, Malvine Lanzet transférée dans une maison d'enfants. Elle témoigne au procès Barbie.

## Contexte
En 1943, l'union générale des israélites de France, créée par Vichy , (sur demande de l'autorité allemande 1941) pour regrouper les associations juives  dispose d'un local au 12 de la rue Sainte-Catherine à Lyon (1er). Localement, le bureau qui s'occupe des juifs est composé de membres issus de deux structures existantes avant guerre : le Comité d'aide aux réfugiés allemands et autrichiens et la Fédération des sociétés juives de France. Cette organisation fournit des logements à leurs coreligionnaires arrivant sans moyens à Lyon, leur trouve des faux papiers, les met en relation avec des filières de départ à l'étranger, souvent la Suisse. Cette structure dispose également de relations avec des non-juifs amis qui hébergent un certain nombre de fuyards.
Au cours de la journée du 9 février, la Gestapo dirigée par Klaus Barbie arrête l'ensemble des membres de la structure et systématiquement chaque personne s'y présentant. Au soir, 86 personnes (62 hommes et 24 femmes) ont été arrêtées mais deux d'entre elles réussissent à s'échapper, David Luksemberg et Driller Siegfried du Fort Lamothe (7ème), le 11 février 1943, où elles ont été amenées, car la prison Montluc était pleine. Finalement, 86 personnes sont déportées sur lesquelles seules trois personnes reviendront des camps d'extermination,.
Durant la journée, Michel Kroskof, un israélite disposant de faux papiers, a été arrêté mais a réussi à convaincre Barbie qu'il n'était pas juif et qu'il était là pour un travail de peinture. Lorsqu'il est sorti, il a tenté de prévenir le maximum de juifs de ne pas aller au bureau de l'UGIF. Une autre personne, Victor Szulklaper, réussit également à sortir du piège grâce à de faux papiers.
Annette Grinszpan, tenant dans ses bras son fils René, âgé de 8 mois, entre et s'entend dire : "Deutsche Polizei, sie sind verhaftet !". Avec ses faux papiers, elle prétend être Alsacienne. Le bébé hurle ; Klaus Barbie, gêné par les cris, lui dit : "Allez le nourrir". Elle part. Âgée et malade, elle ne témoignera que par écrit au procès. (voir sa déposition au procès Barbie le jeudi 21/5/1987),,

## Procès de Barbie
En juin 1983, Serge Klarsfeld consulte au YIVO Institute for Jewish Research de New York les archives de l'UGIF et parvient à établir la liste des 84 déportés de la rue Sainte-Catherine notamment en analysant la liste des entrants du camp de Drancy du 12 février.
L'ordre signé par Klaus Barbie est par la suite obtenu ce qui fait de cette rafle l'un des actes instruits au cours du procès Barbie en 1987.

## Victimes

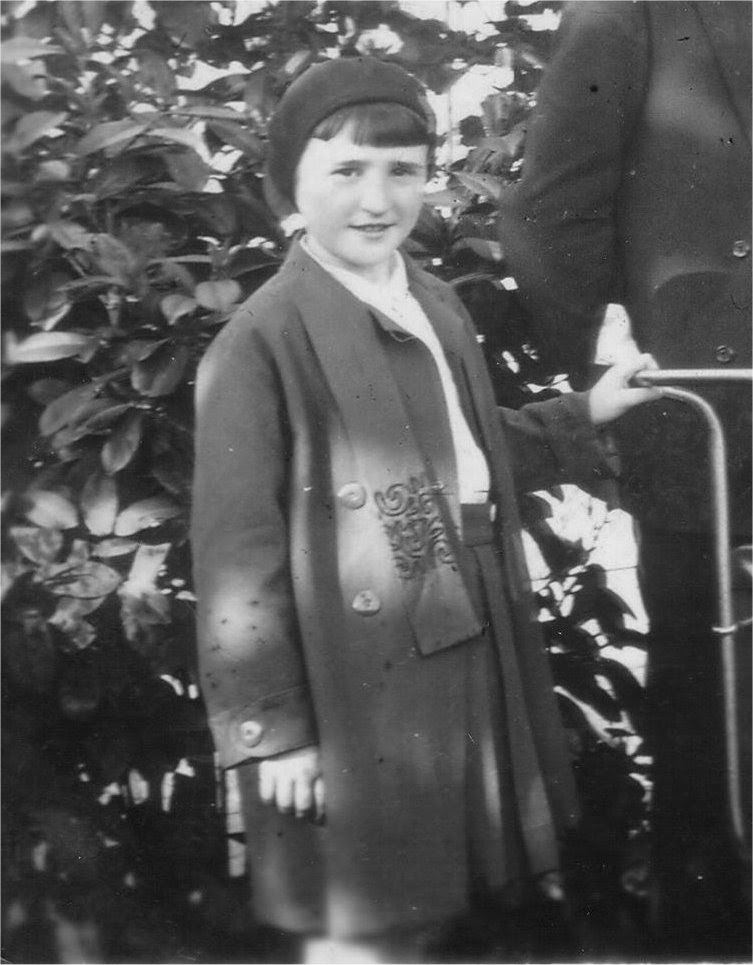
Loja Rappaport, une des victimes de la rafle, photographiée en 1932.

Ci-dessous les noms des quatre-vingt-quatre raflés puis déportés de la rue Sainte-Catherine (par ordre alphabétique) :
1. Berthe Akierman, 22 ans, camp d'extermination de Sobibor[12]
2. Bronia Andermann, 36 ans, Camp d'extermination de Sobibor[13]
3. Israël Bach, 54 ans, Auschwitz[14]
4. Simon Badinter (père de Robert Badinter), 47 ans, Camp d'extermination de Sobibor[15]
5. Leizer Bleiberg (ou Bleuberg), 43 ans, Auschwitz[16]
6. Emmanuel Bloch, 68 ans, Auschwitz[17]
7. Isidore Bollack, 72 ans, Auschwitz[18],[19]
8. Julius Brender (ou Jules Brender), 44 ans, Camp d'extermination de Sobibor[20]
9. Wolf Brull (ou Wolf Bruhl), 62 ans, Auschwitz[21]
10. Chuma Czerwonogora (ou Chouna Czerwonogora), 32 ans, Auschwitz[22]
11. André Deutsch, 34 ans, Auschwitz[23],[24],[25],
12. Sigmund Dickmann, 33 ans, Auschwitz[26]
13. Noel ( Nathan) Domnicz, 22 ans, Camp d'extermination de Sobibor[27]
14. Gisèle Dornheim (Née Flesch), 45 ans, Camp d'extermination de Sobibor[28]
15. Emmanuel Edelmann, 35 ans, Auschwitz[29]
16. Albert Engel, 53 ans, Auschwitz[30]
17. Israel Epelbaum, 47 ans, Camp d'extermination de Sobibor[31]
18. Jacob Esskreis, 65 ans, Auschwitz[32]
19. Jacob Ettlinger (ou Jacob Ettinger), 39 ans, Camp d'extermination de Sobibor[33]
20. Salomon Feldhandler, 35 ans, Camp d'extermination de Sobibor[34]
21. Pierre Freidenberg, 42 ans, Camp d'extermination de Sobibor[35]
22. Erna Freund, 54 ans, Camp d'extermination de Sobibor[36]
23. Icek Frydmann, 34 ans, Majdanek[37]
24. Georg Fuchs, 37 ans, Camp d'extermination de Sobibor[38]
25. Osias Fuhrer, 53 ans, Auschwitz [39]
26. Walter Fuhrer, 18 ans, Auschwitz[40]
27. Régine Gattegno, 19 ans, Camp d'extermination de Sobibor
28. Kalman Gelber (ou Kalmann Gelber), 42 ans, Auschwitz[41]
29. Joseph Goldberg, 40 ans, Majdanek[42]
30. Michel Gorodistan (ou Michel Gorodistean), 42 ans, Auschwitz[43]
31. Aurélie Gottlieb, 51 ans, Auschwitz[44]
32. Heinrich Grad (ou Henri Grad), 44 ans, Auschwitz[45]
33. Esther Grinberg, 32 ans, Camp d'extermination de Sobibor[46]
34. Paul (Benno) Guerin (Breslerman), 13 ans, Camp d'extermination de Sobibor[47]
35. Franz Hirschler (ou Frantz Hirschler), 52 ans, Auschwitz[48]
36. Isaac Horowicz, 33 ans, Auschwitz[49].
37. Gilberte Jacob (plus tard, épouse Lévy), 30 ans, Bergen-Belsen, Témoin au Procès Barbie[50],[51], Survivante
38. Ryfka Jelem, 41 ans, Auschwitz[52]
39. Samuel Kohn, 42 ans, Auschwitz
40. Salomon Kruman, 41 ans, Auschwitz[53]
41. Ruchla Landau, 41 ans, Auschwitz[54]
42. Docteur Pierre Lanzenberg, 43 ans, Camp d'extermination de Sobibor
43. Anna Lanzet, 43 ans, Auschwitz[55]
44. Malvine Lanzet, 14 ans, Camp de Drancy, maison d'enfants (Paris), libérée le 12 juin 1943, Témoin au Procès Barbie [56],[57],[58], Survivante
45. Annie Lederer, 27 ans, Camp d'extermination de Sobibor[59]
46. Hans Lichtenstein, 41 ans, Auschwitz[60]
47. Sidonie Lichtenstein, 37 ans, Auschwitz[61]
48. Marcelle Loeb, 19 ans, Camp d'extermination de Sobibor
49. Ephraim Loebel, 57 ans, Auschwitz[62]
50. Michael Max, 52 ans, Auschwitz[63],[64]
51. Gerson Merker, 54 ans, Auschwitz[65]
52. Norbert Muntzer, 34 ans, Auschwitz[66]
53. Chaim Peretz, 57 ans, Auschwitz[67],[68]
54. Jacques Peskine, 61 ans, Auschwitz[69]
55. Laja (Rose) Rappaport, 40 ans, Camp d'extermination de Sobibor[70]
56. Clara (Klara) Reckendorfer, 45 ans, Auschwitz[71]
57. Jean-Jacques Rein, 23 ans, Camp d'extermination de Sobibor
58. Kurt Reis, 42 ans. Destin inconnu[72]
59. Alexandre Reznik, 47 ans, Auschwitz[73]
60. Feiwel Ring, 33 ans, Auschwitz[74]
61. Marcus Rokotnitz (ou Marais Rokonitz), 42 ans, Auschwitz[75],[76]
62. Herta Rosenbach, 35 ans, Auschwitz[77]
63. Abraham Rosenberg, 64 ans, Auschwitz [78]
64. Zeli Rosenfeld, 48 ans, Destin inconnu[79]
65. Irma Rosenthal, 64 ans, Auschwitz[80],[81]
66. Henri Rosencweig (ou Chemja Rosensweig ou Chamja Rosensweig), 25 ans, Auschwitz[82],[83]
67. Menachem Safran, 42 ans, Auschwitz[84]
68. Madeleine Schick, 22 ans, Camp d'extermination de Sobibor[85]
69. Bernard Schneebalg (ou Bernard Schnelbalg), 43 ans,Camp d'extermination de Sobibor[86]
70. Simha Schkira, 50 ans. Destin inconnu[87]
71. Joseph Soudakoff (ou Joseph Soudrkoff), 52 ans, Auschwitz[88]
72. Betty Steigmann, 36 ans, Auschwitz[89]
73. Armand Steinberg, 32 ans, Auschwitz, Dachau, Survivant
74. Jules Steinmuller, 48 ans, Auschwitz[90]
75. Joseph Sztark, 31 ans, Auschwitz[91]
76. Rachmill Szulklaper, 31 ans, Auschwitz[92],[93], Survivant (décédé en 1984)
77. Benno Taubmann, 33 ans, Camp d'extermination de Sobibor[94]
78. Feiwel Taubmann, 60 ans, Camp d'extermination de Sobibor[95]
79. Sally Taubmann, 63 ans, Camp d'extermination de Sobibor[96]
80. Victor Tlagarza (ou Victor Tlagarz), 43 ans, Auschwitz[97]
81. Juliette Weill, 21 ans, Camp d'extermination de Sobibor[98]
82. Hermann Weinstock, 47 ans, Auschwitz[99]
83. Maier Weismann, 57 ans, Camp d'extermination de Sobibor[100]
84. Elias Wolf, 65 ans, Auschwitz[101]

Parmi la liste des 84, quatre survivants :
1. Gilberte Jacob, plus tard, épouse Lévy, témoin au Procès de Klaus Barbie;
2. Malvine Lanzet, plus tard épouse Kessler, témoin au Procès de Klaus Barbie ;
3. Armand Steinberg[102] ;
4. Rachmill Szulklaper.

Signalons également deux évadés du Fort Lamothe, le 11 février 1943 :
1. Siegfried Driller né le 16 septembre 1896 à Vienne (Autriche) ;
2. David Luksemberg (ou David Luxembourg ) (qui avait présenté les papiers de son frère, Aron Luxenburg, né le 19 janvier 1893 à Lodz et Aron est noté par Klaus Barbie!)[93],[103].

## Hommages
- En 2011, une plaque commémorative est apposée, Rue Sainte-Catherine (Lyon)[2],[104].